# Melchor de Talamantes
Melchor de Talamantes Salvador y Baeza (Lima, Peru, 1765. január 10. – Veracruz, 1809. május 9.) szerzetes, a mexikói függetlenségi háború egyik előfutára volt.

## Élete
1765-ben született a perui alkirályság fővárosában, Limában. Már fiatalon belépett az Orden de la Merced-rendbe, a San Marcos Egyetemen tanult és a teológia doktora lett, emellett a perui érsekség ellenőre és rendjének fontos tisztviselője volt. Állítólag négy nyelvet ismert. A század végén Új-Spanyolországon át Spanyolországba szándékozott menni, hogy ott települhessen le, de végül miután 1799-ben megérkezett Acapulcóba, onnan Mexikóvárosba ment és ott is maradt.
Az ezután megjelent művei is hozzájárultak ahhoz, hogy jelentős hírnevet szerezzen magának. 1807-ben már maga José de Iturrigaray alkirály is felfigyelt rá és megbízta több feladattal is, például hogy gyűjtse össze a belső tartományok dokumentációit. Prédikációkat tartott az alkirályi palotában is, szónoklataiba pedig bibliai példák közé rejtve aktuálpolitikai tartalmú célzásokat is becsempészett, az inkvizíció azonban bizalmatlanul figyelte tevékenységét. Ráadásul egyre „világibb” életet élt, valószínűleg még játéktermekbe is ellátogatott. 1803-ban IV. Károly lovasszobránál kellett volna dicsérő szónoklatot tartania, ő azonban távol maradt az ünnepségtől, valószínűleg azért, mert ott egyik legfőbb személyes ellensége, Ciriaco González inkvizítor is jelen volt.
Amikor 1808-ban Napóleon foglyul ejtette és lemondásra kényszerítette IV. Károlyt és fiát, VII. Ferdinándot, Új-Spanyolországban terjedni kezdett az a gondolat, hogy amennyiben nincs törvényes király, a hatalom a népet illeti meg, és egy önálló kormányzatot kellene létrehozni Iturrigaray alkirály vezetésével. Ezen eszmék mellé sorakozott fel Talamantes is, bár nem mindenben értett egyet például Francisco Primo de Verdaddal, az egyik legjelentősebb ideológussal, Verdad ugyanis nem beszélt a Spanyolországtól való elszakadásról, sőt, azt tartotta helyesnek, hogy amíg a koronát a franciák bitorolják, addig a királyi javakat ők őrizzék és kezeljék, de a törvényes király visszatérésekor juttassák neki vissza.
Szeptember 15-e éjjelén azonban ezen gondolatok ellenségei, Gabriel de Yermo és összeesküvő társai betörtek az alkirályi palotába, foglyul ejtették Iturrigarayt és családját, új alkirálynak pedig Pedro de Garibayt nevezték ki. Az ő parancsára azonnal letartóztatták Talamantest és társait: Primo de Verdadot, Juan Francisco Azcáratét, majd másnap José Beye Cisnerost, José Mariano Beristain de Souzát és José Antonio Cristót. Utóbbi hármat csak rövid ideig tartották fogva, mivel csak az alkirállyal való barátságukat sikerült igazolni, de Talamantest, Verdadot és Azcáratét hosszú börtönfogságra ítélték.
Talamantest először a San Fernando-zárdában, majd az inkvizíció titkos börtöneiben őrizték, ahol 1809. április 6-ig maradt. Pere során 120 vádpontot soroltak fel ellene, védekezését saját maga oldotta meg, méghozzá olyan ügyesen, hogy bírói (a világi Ciriaco González és az egyházi Pedro Fonte) jobbnak látták Spanyolországba küldeni, hogy inkább ott ítélkezzenek felette. A foglyot Veracruz kikötőjébe szállították, ahol a San Juan de Ulúa-erődbe zárva várta, hogy hajóra tegyék, májusban azonban elkapta a sárgalázat és meghalt. Az erőd temetőjében helyezték örök nyugalomra. Az 1910-es centenáriumi ünnepségek során egykori házán emléktáblát helyeztek el, de ez ma már nem látható.

## Művei
Már az Új-Spanyolországba való megérkezése utáni években elkezdett jelentős műveket írni. Egy politikai-morális tartalmú beszédét a Real Capilla de Palacióban olvasták fel 1800-ban, 1803-ban pedig egy gyászbeszédét, amit az angolok elleni harcban hősi halált halt spanyol katonák emlékére írt. 1802. október 15-ében a mezítlábas karmeliták fő rendházának templomában olvasták fel Panegírico de la Gloriosa Virgen y Doctora Santa Teresa de Jesús című művét, ami 1803-ban nyomtatásban is megjelent.
1808-ban már politikai tartalmú írásai is megjelentek: a Representación Nacional de las Coloniasban és az Apuntes para el Plan de Independenciában is Mexikó függetlenségének pártjára állt, ezen írásait azonban lefoglalták, elkobozták. Más műveiben, melyeket Irsa fedőnéven adott ki, egy olyan nemzeti kongresszus összehívását sürgette Új-Spanyolországban, aminek tagjai a nép által választott képviselők lettek volna és azt javasolta, Iturrigaray legyen a független ország első királya. Kimondta, hogy mint „nagykorú” nemzetnek, az amerikaiaknak is joga van megalkotniuk saját törvényeiket.